# Presa Hoover

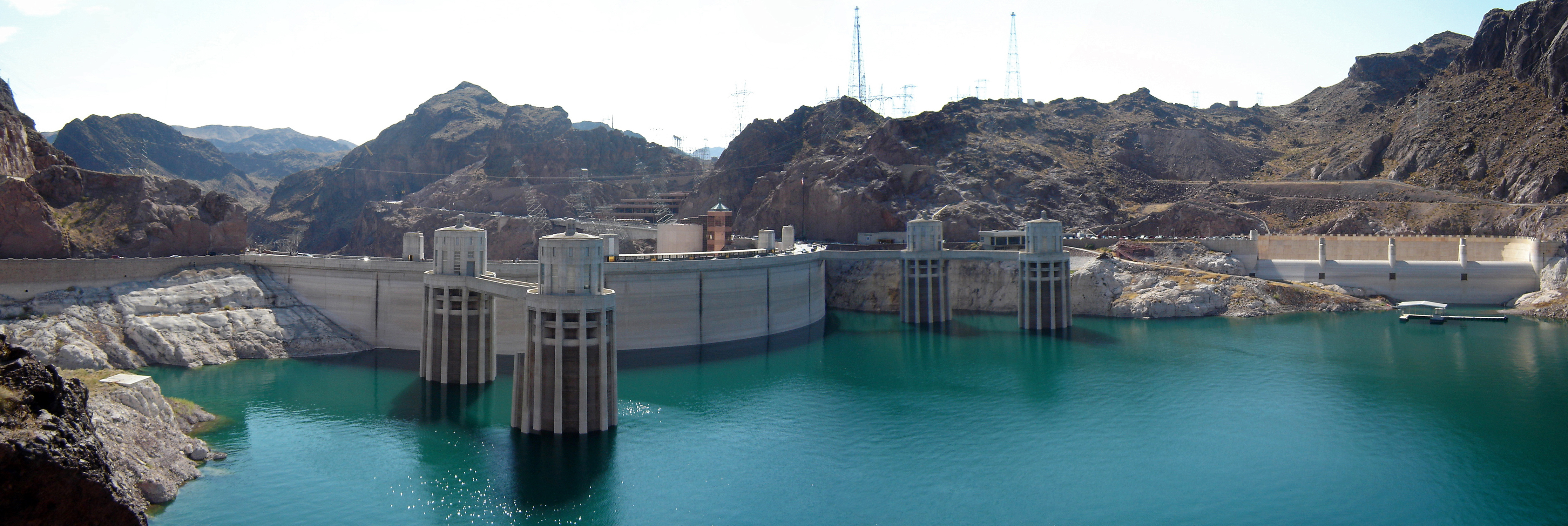
La Presa Hoover

La Presa Hoover (Hoover Dam) és una presa de formigó d'arc-gravetat, construïda al riu Colorado, a la frontera entre els estats d'Arizona i Nevada (Estats Units). És a 48 quilòmetres al sud-est de Las Vegas.
Rep el seu nom de Herbert Hoover, que va tenir un paper fonamental en el projecte, primer com a secretari de comerç i després com a President dels Estats Units.
La construcció va començar el 1931 i va ser completada el 1936, dos anys abans del previst. És gestionada pel Bureau of Reclamation del Departament d'Interior. Des 1981 figura al Registre Nacional de Llocs Històrics. L'embassament aigües amunt rep el nom de Lake Mead, en honor de l'enginyer Elwood Mead, que va promoure i gestionar el projecte, malgrat el fet que va implicar la pèrdua de molts llocs arqueològics i sagrats per a la població autòctona.

## Història
Abans de la construcció de la presa, el riu Colorado sovint desbordava quan la neu de les muntanyes Rocoses es fonia. Aquestes inundacions posaven en perill les comunitats agrícoles riu avall. A més de l'essencial prevenció d'inundacions, una presa faria possible l'extensió de l'agricultura de regadiu a la regió seca. També podria subministrar aigua a la ciutat de Los Angeles i altres municipis de la Califòrnia del Sud.
Un dels obstacles principals per al projecte era l'assignació equitativa de les aigües del Riu Colorado. Diversos persones dels estats de la conca del Colorado temien que Califòrnia, amb els seus enormes recursos financers i la gran necessitat de l'aigua, fos el principal beneficiari. Era clar que sense acord sobre la distribució de l'aigua, el projecte no podia reeixir.

### Planificació i acords
Es va crear una comissió el 1922 amb un representant de cada un dels estats de la conca i un del Govern Federal. El representant del govern era Herbert Hoover, llavors el Secretari de Comerç del President Warren Harding. El gener de 1922, Hoover es va trobar amb els governadors estatals d'Arizona, Califòrnia, Colorado, Nevada, Nou Mèxic, Utah i Wyoming per aconseguir un arranjament equitatiu per repartir les aigües del Colorado. L'acord, signat el 24 de novembre de 1922, dividia la conca del riu en meitats superiors i inferiors i els estats de cada regió decidirien com seria compartida l'aigua. Aquest acord, conegut com el «Compromís de Hoover», va facilitar la realització del projecte.
La primera temptativa d'obtenir l'aprovació del Congrés per a la construcció de Presa va ser el 1922 quan es van presentar dos projectes de llei a la Cambra de Representants i el Senat pel congressista Phil D. Swing i senador Hiram W. Johnson. Són coneguts com els «projectes de Swing-Johnson». Els projectes de llei van ser rebutjats per un vot i posteriorment van ser presentats de nou diverses vegades. Al desembre de 1928, tant la Cambra com el Senat finalment van aprovar el projecte de llei i el van enviar al president per a l'aprovació.
El 21 de desembre de 1928, el president Calvin Coolidge va signar el projecte de llei aprovant el projecte. La construcció va ser aprovada el juliol de 1930, quan Herbert Hoover ja era president.

### Contractistes
El contracte per construir la presa va ser concedit a Six Companies l'11 de març de 1931, una aliança de sis d'empreses de Morrison-Knudsen Company de Boise, Idaho; Utah Construction Company de Ogden, Utah; Pacific Bridge Company de Portland, Oregon; Henry J. Kaiser & W. A. Bechtel Company d'Oakland, Califòrnia, McDonald i Kahn Ltd de Los Angeles, i J. F. Shea Company de Portland, Oregon.
Durant l'abocament del formigó i la part de curació de la construcció, eren necessaris tubs d'aigua refrigerada en el formigó humit. Això havia de reduir la calor generada per les reaccions químiques d'adormiment i enduriment del formigó. Es va calcular que d'altra manera, l'enduriment i la curació de la massa de formigó podrien durar aproximadament 120 anys. Six Companies, va fer la major part d'aquest treball, però va descobrir que un projecte de refrigeració tan grossa era fora de la seva capacitat. Per això la Union Carbide Corporation va ser contractada per col·laborar en la part de refrigeració del projecte de presa.
Six Companies va ser contractada per construir una nova ciutat per als treballadors de la construcció,Boulder City, però el programa de construcció per a la presa va ser accelerat per crear més llocs de treball en resposta l'inici de la Gran Depressió, i la ciutat no era llista quan els primers treballadors de presa van arribar al lloc a principi de 1931. Durant el primer estiu de construcció, els treballadors i les seves famílies van ser allotjats en camps temporals com Ragtown mentre el treball a la ciutat progressava. El descontentament amb Ragtown i les condicions de treball perilloses en la presa va conduir a una vaga el 8 d'agost de 1931. Six Companies va respondre enviant homes amb armes i garrots, i la vaga aviat va ser anul·lada. Però el descontentament va incitar les autoritats a accelerar la construcció de Boulder City, i abans de la primavera el 1932 van poder abandonar Ragtown.
Treballant en els túnels, molts treballadors van patir el monòxid de carboni generat per la maquinària, incloent-hi el dels camions que conduïen. Els contractistes van alegar que la malaltia era pneumònia i no era la seva responsabilitat. Alguns treballadors van emmalaltir i van morir a causa de la suposada pneumònia. Ha estat impossible de verificar el nombre oficial de morts. En un cas portat als tribunals, un dels demandants (Ed Kraus) va dir que l'enverinament li havia causat impotència. Això va ser refutat després que una prostituta pagada dels contractistes va declarar com a testimoni.

## La construcció
Els treballs preliminars per aïllar i protegir l'obra de les inundacions es van construir dos atalls. La construcció de l'atall superior va començar el setembre de 1932, quan el riu encara no havia estat desviat. Un dic temporal en forma de ferradura va protegir l'atall sobre el costat de Nevada del riu.
Després que els túnels del costat d'Arizona van ser completats, i el riu desviat, el treball va adquirir un ritme molt més ràpid. Una vegada que les atalls van ser completades i la zona de treball drenada, l'excavació per a la fonamentació de la presa va començar. Per donar suport a la presa sobre roca sòlida, era necessari treure tot el material fluix fins que la roca sòlida fos aconseguida. El treball sobre les excavacions de fonamentació va ser completat el juny de 1933. Durant les excavacions per a la fonamentació van ser retirats aproximadament 1.150.000 m³ de material.

### El desviament del riu
Per desviar el flux del riu al voltant de l'obra de construcció, es van construir quatre túnels de derivació per les parets del canó, dos sobre el costat de Nevada i dos sobre el costat d'Arizona. Aquests túnels tenien 17 metres de diàmetre i una longitud combinada de gairebé 4880 m. Es va començar a tunelar en les entrades inferiors dels túnels de Nevada al maig de 1931.
Una mica després, el treball va començar sobre dos túnels similars a la paret del canó d'Arizona. Al març de 1932 va començar el treball en el revestiment dels túnels amb formigó. El revestiment de formigó és de gairebé un metre de gruix, reduint el diàmetre de túnel acabat a 15 m.

### El sanejat de la roca
Abans que la construcció pogués començar, la roca fluixa va haver de ser llevada de les parets del canó. Els homes encarregats del treball havien de baixar les parets de canó amarrats a cordes i treballaven amb martells pneumàtics i dinamita per treure la roca fluixa.

### L'abocament del formigó
El primer abocament de formigó va ser realitzat a la presa el 6 de juny de 1933. Cap estructura de la magnitud de la Presa Hoover havia estat construïda abans. Molts dels procediments usats en la construcció de la presa mai havien estat provats. Un dels problemes que van afrontar els dissenyadors era la retracció del formigó en la presa. Més que com un bloc únic de formigó, la presa va ser construïda com una sèrie de mènsules trapezoïdals per permetre dissipar l'enorme calor produïda pel curat del formigó. Els enginyers van calcular que si la presa fos construïda en un sol bloc, el formigó hauria necessitat 125 anys per refredar a temperatura ambient. Les tensions resultants haurien esquerdat la presa i aquesta s'hauria derruït.
No era suficient posar petites quantitats de formigó en columnes individuals. Per accelerar la refrigeració de formigó de manera que la següent capa pogués ser abocada, es van inserir tubs d'acer d'una polzada.
Quan s'abocava el formigó, l'aigua del riu circulava per aquests tubs. Una vegada que el formigó havia rebut una primera refrigeració inicial, refredaven l'aigua en una planta de refrigeració sobre l'atall inferior i la canalitzava de nou pels tubs per acabar la refrigeració. Quan cada bloc s'havia refredat adequadament, els tubs es tallaven i se'ls injectava beurada a pressió.

## La central elèctrica

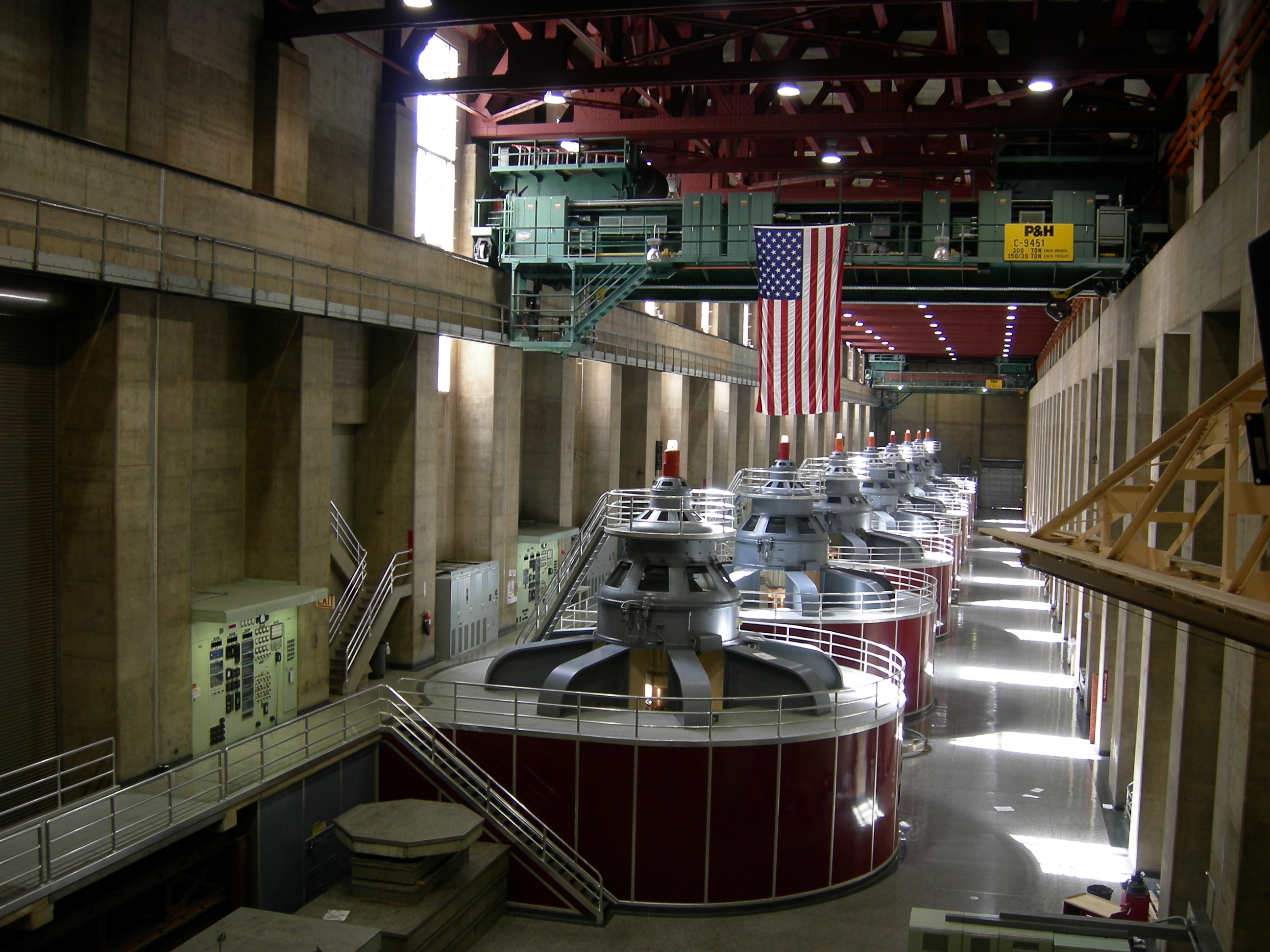
Generadors hidroelèctrics de la presa Hoover.

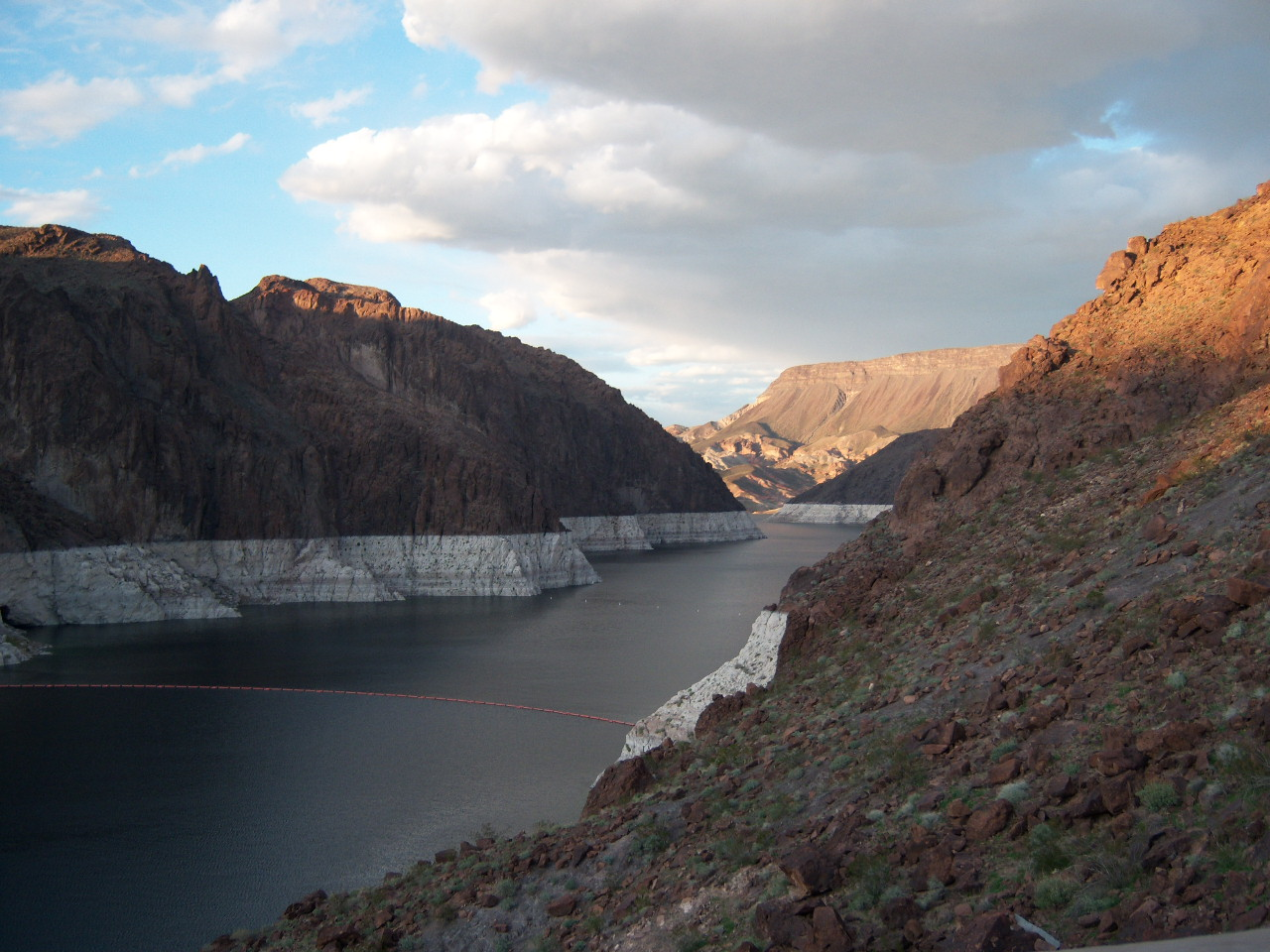
Nivell baix de l'aigua al març 2009.

L'excavació per a la central elèctrica va ser realitzada juntament amb les necessàries per a la fonamentació de la presa i estreps. Les excavacions per a l'estructura en forma d'U localitzada a la base riu avall de la presa es van completar a finals de 1933. Conjuntament a aquestes tasques, el primer abocament de formigó va ser realitzat al novembre de 1933. Els generadors a la Central elèctrica de la presa van començar a transmetre l'energia elèctrica del Riu Colorado una distància de 364 quilòmetres a Los Angeles, Califòrnia el 26 d'octubre de 1936. Unitats de generació addicionals van ser afegides fins a 1961. L'aigua que flueix del Llac Mead a la central elèctrica arriba a una velocitat d'aproximadament 135 quilòmetres per hora quan arriba a les turbines.
Els disset generadors de turbina principals en aquesta central elèctrica generen un màxim de 2074 megawatts d'energia hidroelèctrica. Totes les centrals hidroelèctriques generen una quantitat variable d'energia que, segons la demanda, varia al llarg del dia. De fet, un gran avantatge de l'energia hidroelèctrica és la capacitat de respondre ràpida i fàcilment la variació de demanda.

## Estil arquitectònic
Els projectes inicials per a la façana acabada tant de la presa com de la central elèctrica van consistir en una paret simple, sense adorn de formigó, coronada amb una balustrada d'inspiració gòtica, i una central elèctrica que semblava un dipòsit industrial. Aquest disseny inicial va ser criticat per molts per ser massa simple per a un projecte de tal escala. L'arquitecte Gordon B. Kaufmann va ser contractat per dissenyar l'exterior. Kaufmann aerodinamizó els edificis, i va aplicar un estil d'Art déco elegant al projecte amb torretes esculpides que s'eleven sense costures de la cara de presa i cares de rellotge sobre el joc de torres d'entrada per fusos horaris de Muntanya i Oceà Pacífic. La Presa de Hoover avui és considerada un dels exemples més fins d'Art Deco a tot el món.
La presa i la central elèctrica són gestionades pel Bureau of Reclamation del Departament d'Interior.

## Llac Mead
El Llac Mead, format per la presa Hoover és el dipòsit d'aigua més gros en capacitat dels Estats Units, fa 180 km de llargada quan és completament ple i té una fondaria màxima de 150 m i una superfície de 640 km² i una capacitat 34,82 km³. Tanmateix, aquest llac no ha arribat a la capacitat màxima d'aigua des de 1983, per motiu de la sequera.

## Ús per a transport per carretera
La Presa Hoover també serveix com un encreuament per la Ruta nord-americana 93. Això va canviar a l'octubre de 2010 quan el pont memorial Mike O'Callaghan-Pat Tillman va ser inaugurat com a part del Projecte de Carretera de la Presa de Hoover.
El tram de la Ruta nord-americana 93 que es creua la Presa Hoover és inadequada per a l'augment del trànsit. Té un únic carril per a cada direcció, diverses corbes estretes i perilloses i distàncies de visibilitat escasses. Després dels atemptats de l'11 de setembre de 2001, el trànsit de camions sobre la Presa Hoover ha estat desviat al sud en un esforç per salvaguardar la presa d'explosions. La carretera de circulació i el pont són necessaris per millorar els viatges, substituir la calçada perillosa, i reduir l'amenaça d'un atac o un accident potencial.

## Estadístiques
- Període de construcció: 20 d'abril de 1931, 1 de març de 1936
- Cost de construcció: 49 milions de dòlars (676 milions amb ajust d'inflació).
- Morts: 96
- Alçada: 221,4 m.
- Longitud: 379, 2 m.
- Gruix 200 m a la base, 15 m a la coronació.
- Formigó: 3,33 milions de m³.
- Potència: 2074 megavats.
- Accidents durant la construcció: 107.
- Trànsit sobre la presa: entre 13.000 i 16.000 persones/dia.
- Àrea del llac embassat: 639 km².
- Volum embassat: 35,2 km³.